# Рай (Нью-Гемпшир)
Рай (англ. Rye) — місто (англ. town) в США, в окрузі Рокінґгем штату Нью-Гемпшир. Населення — 5543 особи (2020).

## Демографія
Згідно з переписом 2010 року, у місті мешкало 5298 осіб у 2252 домогосподарствах у складі 1531 родини. Було 2852 помешкання
Расовий склад населення:
| - 97,8 % — білих - 0,9 % — азіатів - 0,3 % — чорних або афроамериканців |

До двох чи більше рас належало 0,8 %. Частка іспаномовних становила 1,1 % від усіх жителів.
За віковим діапазоном населення розподілялося таким чином: 20,3 % — особи молодші 18 років, 60,0 % — особи у віці 18—64 років, 19,7 % — особи у віці 65 років та старші. Медіана віку мешканця становила 48,8 року. На 100 осіб жіночої статі у місті припадало 95,1 чоловіків;  на 100 жінок у віці від 18 років та старших — 93,8 чоловіків також старших 18 років.
Середній дохід на одне домашнє господарство  становив 153 621 долар США (медіана — 103 792), а середній дохід на одну сім'ю — 191 767 доларів (медіана — 128 101). Медіана доходів становила 71 016 доларів для чоловіків та 60 417 доларів для жінок. За межею бідності перебувало 4,6 % осіб, у тому числі 4,6 % дітей у віці до 18 років та 7,0 % осіб у віці 65 років та старших.
Цивільне працевлаштоване населення становило 3019 осіб. Основні галузі зайнятості: освіта, охорона здоров'я та соціальна допомога — 20,1 %, науковці, спеціалісти, менеджери — 17,5 %, фінанси, страхування та нерухомість — 11,1 %, роздрібна торгівля — 9,8 %.